# ゲイリー・チャン
ゲイリー・チャン（Gary Chang、1953年2月22日 - ）は、アメリカ合衆国の映画音楽作曲家。ミネアポリス出身。中国系アメリカ人。
ジョン・フランケンハイマー監督作品を中心に、アクション・サスペンス映画の音楽を多く手がけている。

## 主なフィルモグラフィ
- 『暴力ハイスクール!/ブラック・コブラ』 - 3:15 (1986年)
- 『デス・ポイント/非情の罠』 - 52 Pickup (1986年)
- 『ファイアーウォーカー』 - Firewalker (1986年)
- 『スティッキー・フィンガーズ』 - Sticky Fingers (1988年)
- 『サンタモニカ・ダンディ』 - Dead-Bang (1989年)
- 『ショック・トゥ・ザ・システム/殺意のシステム』 - A Shock to the System (1990年)
- 『マイアミ・ブルース』 - Miami Blues (1990年)
- 『ブルージーン・コップ』 - Death Warrant (1990年)
- 『沈黙の戦艦』 - Under Siege (1992年)
- 『山猫は眠らない』 - Sniper (1993年)
- 『ファーザーランド/生きていたヒトラー』 - Fatherland (1994年) ※テレビ映画
- 『フリーライド』 - F.T.W (1994年)
- 『ウォール・オブ・アッティカ/史上最大の刑務所暴動』 - Against The Wall (1994年) ※テレビ映画
- 『バーニング・シーズン』 - The Burning Season (1994年) ※テレビ映画
- 『野獣教師』 - The Substitute (1996年)
- 『D.N.A./ドクター・モローの島』 - The Island of Dr. Moreau (1996年)
- 『ダブルチーム』 - Double Team (1997年)
- 『プレッシャー/壊れた男』 - Bad Day on the Block / Under Pressure (1997年)
- 『事件記者メアリー』 - Silencing Mary (1998年) ※テレビ映画
- 『ジョージ・ウォレス/アラバマの反逆者』 - George Wallace (1997年) ※テレビ映画
- 『グリーンズ』 - A Soldier's Sweetheart (1998年)
- 『スティーブン・キングの 悪魔の嵐』 - Storm of the Century (1999年) ※テレビミニシリーズ
- 『デラウェア渡河作戦/勝利への決断』 - The Crossing (2000年) ※テレビミニシリーズ
- 『スティーヴン・キングのローズレッド』 - Rose Red (2002年)
- 『ジョンソン大統領/ヴェトナム戦争の真実』 - Path To War (2002年) ※テレビ映画
- 『グロウ 長寿のハイエナ』 - The Glow (2002年) ※テレビ映画
- 『山猫は眠らない2 狙撃手の掟』 - Sniper 2 (2002年)
- 『スティーヴン・キングのキングダム・ホスピタル』 - Kingdom Hospital (2004年) ※テレビドラマ
- 『人間消失 ファイナル・ウォー』 - Left Behind: World at War (2005年)